# Laura Betti
Pour les articles homonymes, voir Betti.
Laura Betti, née Laura Trombetti le 1er mai 1927 à Casalecchio di Reno (Émilie-Romagne) et morte le 31 juillet 2004 à Rome, est une actrice, réalisatrice, doubleuse et chanteuse italienne, active au cinéma, au théâtre et à la télévision. Son premier grand rôle est dans le film La dolce vita (1960) de Federico Fellini. En 1968, elle remporte la Coupe Volpi pour Théorème de Pier Paolo Pasolini, un homme dont elle devient une proche amie et en l'honneur duquel elle crée le Fonds Pasolini après sa mort. Elle joue également dans quelques films de genre, notamment des gialli tels que Une hache pour la lune de miel (1970) ou La Baie sanglante (1971) de Mario Bava ou encore des westerns spaghetti. Elle est aussi l'une des actrices préférées de Marco Bellocchio, qui la dirige dans plusieurs films : Au nom du père (1972), Viol en première page (1972) et en 1977 dans l'adaptation télévisée de La Mouette d'Anton Tchekhov. Elle a tenu un rôle important aux côtés de Gérard Depardieu dans le film 1900 de Bernardo Bertolucci, dans le rôle de Regina, la cousine sadique du protagoniste Alfredo (Robert De Niro). Elle a également joué dans de nombreux films français, entre autres chez Jacques Deray, André Téchiné, Agnès Varda ou Catherine Breillat.

## Biographie

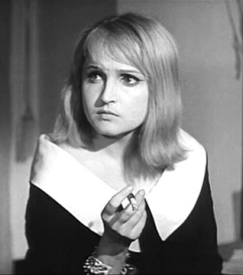
Laura Betti dans La dolce vita (1960).

Fille d'Ettore Trombetti (né en 1895), avocat inscrit au Partito d'Azione, et petite-fille du linguiste Alfredo Trombetti (it), Laura Betti fait ses débuts dans le monde du spectacle comme chanteuse de jazz ; elle fait ensuite une incursion brève comme chanteuse de cabaret en 1954, en partageant l'affiche avec Walter Chiari dans I saltimbanchi. En 1955, elle fait ses débuts au théâtre dans Les Sorcières de Salem d'Arthur Miller, mis en scène par Luchino Visconti ; elle enchaîne avec la pièce Le Cid de Corneille aux côtés d'Enrico Maria Salerno puis avec Les Sept Péchés capitaux de Brecht et Weill,.
En 1960, elle fait un récital de chansons avec la collaboration des plus grands talents littéraires de l'époque tels que Mario Soldati, Franco Fortini, Ennio Flaiano, Giorgio Bassani, Camilla Cederna (it), Fabio Mauri, Gino Negri, Goffredo Parise, Alberto Arbasino, Ercole Patti, Alberto Moravia, ainsi que Pier Paolo Pasolini. Le récital, intitulé Tour à vide (Giro a vuoto), a d'abord fait l'objet d'une tournée en Italie qui a débuté au Teatro Gerolamo (it) de Milan le 27 janvier 1960. Il a ensuite été joué à Paris où il a été chaleureusement critiqué par le poète, essayiste, critique d'art et fondateur du mouvement surréaliste, André Breton,. Il a été ensuite repris trois autres fois au cours des années suivantes.

Le critique et dramaturge italien Tullio Kezich écrit à son sujet, en 1960, dans le livret du spectacle Tour à vide : 

« Voilà Laura Betti : frivole, effrontée, intellectuelle, nymphe égérie des écrivains, amante indiscrète d'hommes fabuleux. Quand ses voisins d'en face la voient sortir sur le balcon, avec ses bas noirs, ils appellent la police. Son appartement de la Via del Babuino est son reflet fidèle, avec ses gravures indiennes, les cadres de sa grand-mère, les photos de Moravia et de Luchino, le piano de location, les disques de Phineas Newborn Jr, les affiches de corrida, un mannequin hollandais qui fait du yoga, dans le salon, les valises d'un Grec, qui bloquent l'entrée, un peintre philippin qui dort sur le canapé. Et au milieu de tout ça, Laura parlant au téléphone en italien, français, anglais, bolonais avec, ici et là, une incursion dans le romanesco canaille de son ami Pasolini. »

Entre la fin de l'année 1960 et janvier 1961, elle devient populaire en jouant avec Paolo Poli le rôle d'un couple de conteurs qui chantent La ballata del pover'uomo (La ballade du pauvre), qui ponctue les épisodes du feuilleton Tutto da rifare pover'uomo (it), réalisé par Eros Macchi (it). 

### Carrière cinématographique

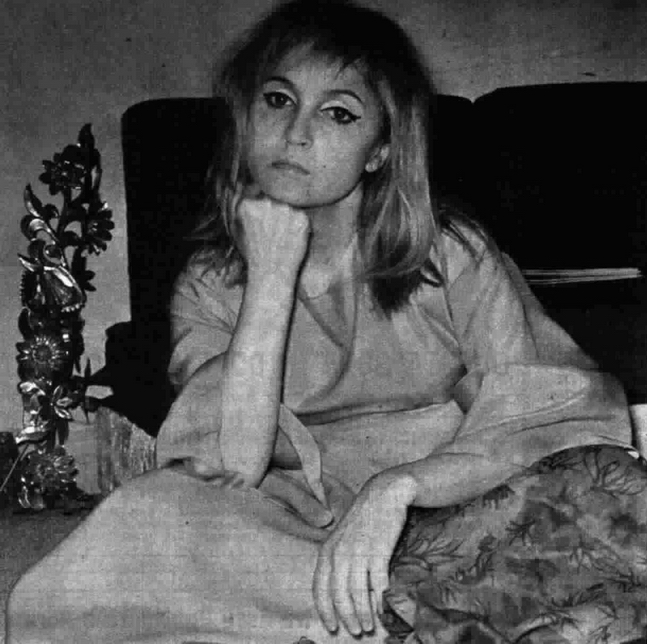
Laura Betti en avril 1970.

Après sa première expérience d'actrice en 1956 dans Ces sacrés étudiants de Luigi Filippo D'Amico, elle obtient ses premiers rôles importants en 1960 dans Les Fausses Ingénues de Giuseppe Bennati, Les Évadés de la nuit de Roberto Rossellini, et surtout dans La dolce vita de Federico Fellini, où elle joue le rôle de Laura, une jeune je-sais-tout qui, dans la scène finale de la fête, se fait jeter un verre d'eau au visage par Marcello (Marcello Mastroianni).
Sa carrière cinématographique prend un tournant lorsqu'elle rencontre Pier Paolo Pasolini, qui la dirige dans La ricotta (un sketch du film Ro.Go.Pa.G.) et, plus tard (1968), dans la pièce de théâtre Orgia (it) et le film Théorème, pour lequel elle remporte la Coupe Volpi de la meilleure interprétation féminine à la Mostra de Venise. Toujours sous la direction de Pasolini, elle tourne le decamerotico Les Contes de Canterbury en 1971. Elle a également joué une scène avec Marlon Brando dans Le Dernier Tango à Paris (1972) : son rôle était celui de Miss Blandish, un nom emprunté au roman Pas d'orchidées pour miss Blandish de James Hadley Chase ; cependant, la scène a été coupée. Après plusieurs films d'auteurs, Laura Betti va également jouer dans des films de genre, comme les gialli Une hache pour la lune de miel (1970) et La Baie sanglante (1971) de Mario Bava.

« En Italie, on m'a toujours considérée comme une actrice intellectuelle. Bava, à mon avis, était un réalisateur fantastique, mais il était aussi le contraire, disons, d'un cinéaste intellectuel. Après ma victoire, après cette consécration [avec Théorème], j'ai appelé Bava et lui ai dit : "Le voici, mon Oscar, mon prix, et maintenant je veux tourner quelque chose avec vous !". Et il a immédiatement compris ma blague, vous voyez ? Il savait qu'il n'était pas un intellectuel, mais il avait le même point de vue ironique, comme moi, sur les intellectuels. C'était donc le début de notre amitié. »

— Laura Betti
À partir des années 1970, au fur et à mesure que son physique devient plus adulte, elle se spécialise dans l'interprétation de personnages négatifs, le plus souvent dans des rôles de caractère qui finissent par voler la vedette aux protagonistes grâce à un tempérament sanguin. Outre les films de Bava, elle joue dans Viol en première page (1972) de Marco Bellocchio, Allonsanfàn (1974) de Paolo et Vittorio Taviani, Vices privés, vertus publiques (1975) de Miklós Jancsó, 1900 (1976) de Bernardo Bertolucci — où elle joue l'un de ses rôles de méchante les plus célèbres, celui de Regina —, Voyage avec Anita (1978) de Mario Monicelli et le téléfilm Il piccolo Archimede (1979) de Gianni Amelio. Dans la décennie suivante, elle se fait à nouveau remarquer dans des rôles désagréables, comme dans le giallo Caramelle da uno sconosciuto (1987) de Franco Ferrini, La Grande Citrouille (1993) et Les Yeux fermés (1994) de Francesca Archibugi, et Un héros ordinaire (1995) de Michele Placido.
Elle a également fait carrière dans de nombreux films français, à commencer par La Femme aux bottes rouges (1974) de Juan Luis Buñuel aux côtés de Catherine Deneuve et Fernando Rey ; elle a un petit rôle dans Paulina s'en va (1975), le premier long-métrage d'André Téchiné ; elle joue sous la direction de Jacques Deray à deux reprises, dans Le Gang (1977) avec Alain Delon et dans Un papillon sur l'épaule avec Lino Ventura; elle fait également des comédies françaises comme dans La nuit, tous les chats sont gris (1977) de Gérard Zingg ou Retenez-moi... ou je fais un malheur ! (1984) de Michel Gérard ; elle participe également à des films dramatiques comme Corps et biens (1986) de Benoît Jacquot ou À ma sœur ! (2001) de Catherine Breillat. Elle figure en outre dans le documentaire d'Agnès Varda sur Jane Birkin, Jane B. par Agnès V. (1988).
La riche filmographie de Betti comprend presque exclusivement des films artistiquement exigeants et souvent importants. Elle a poursuivi sa carrière sur scène, mais de manière nettement moins intensive que pour le grand écran. Très occasionnellement, elle a travaillé pour la télévision et comme comédienne de doublage.
L'un des derniers réalisateurs à l'avoir dirigée est Mimmo Calopresti, pour lequel elle a joué le rôle d'une religieuse dans le film La Felicita, le bonheur ne coûte rien (2003), ce qui lui a valu une nomination, la même année, pour le Ruban d'argent de la meilleure actrice dans un second rôle.

### Le Fonds Pasolini

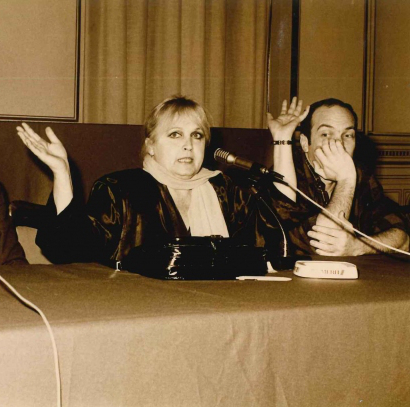
Laura Betti et Jean-Claude Biette en 1981.

À partir de 1983, elle a été la créatrice et la directrice du Fonds Pier Paolo Pasolini. Pendant plus de vingt ans, il est situé à Rome, sur la Piazza Cavour. Pour l'écrivain, Laura Betti était une « Marlene tragique », une « vraie Garbo » avec un « masque inaltérable de marionnette blonde sur le visage ». Sa relation avec Pasolini, son caractère et les difficultés de ses dernières années ont été décrits par Emanuele Trevi dans Qualcosa di scritto, publié en 2012 chez Ponte alle Grazie (it), finaliste de la 66e édition du prix Strega.
Dans la dernière partie de sa carrière (1993), outre la poursuite des activités du Fonds en tant que directrice, Betti a mis à jour son récital de 1985. Alors qu'elle avait à l'époque interprété Les Chansons de Bilitis de Pierre Louÿs sur une musique de Claude Debussy dans la première partie et Una disperata vitalità de Pier Paolo Pasolini dans la seconde, elle décide d'élaguer la première partie tout en l'enrichissant d'autres textes et poèmes pasoliniens rassemblés sous le titre Una disperata vitalità.
En 2002 sort le film documentaire Pier Paolo Pasolini et la Raison d'un rêve, qu'elle coréalise avec Paolo Costella.
En 2003, elle crée le Centro Studi Archivio Pier Paolo Pasolini (litt. « Centre d'étude des archives Pier Paolo Pasolini ») à la bibliothèque de la Cinémathèque de Bologne. Elle y transfère toute la documentation collectionnée par le fonds : plus de 1 000 volumes et autres matériels liés à l'œuvre de Pasolini. Le déménagement de Rome à Bologne a provoqué des frictions considérables entre l'actrice et l'administration du Capitole.
Elle repose au cimetière monumental de la Chartreuse de Bologne, dans la tombe familiale. Après sa mort, son frère Sergio a fait don au Centro Studi Archivio Pier Paolo Pasolini de tous les documents personnels relatifs à sa carrière, rassemblés sous le nom de Fonds Laura Betti. En novembre 2015, le théâtre municipal de Casalecchio di Reno (sa ville natale) a été baptisé de son nom.

## Filmographie

### Actrice
- 1957 : Ces sacrés étudiants (Noi siamo le colonne) de Luigi Filippo D'Amico : La chanteuse
- 1959 : La dolce vita de Federico Fellini : Laura
- 1960 : Les Fausses Ingénues (Labbra rosse) de Giuseppe Bennati
- 1960 : Les Évadés de la nuit (Era notte a Roma) de Roberto Rossellini
- 1963 : Rogopag : segment La ricotta de Pier Paolo Pasolini : la Diva
- 1963 : Monde de nuit (Il mondo di notte n° 3), documentaire de Gianni Proia
- 1967 : Œdipe roi (Edipo re) de Pier Paolo Pasolini : la bonne de Jocaste
- 1968 : Théorème (Teorema) de Pier Paolo Pasolini : Emilia, la domestique
- 1968 : Caprice à l'italienne : segment Che cosa sono le nuvole? de Pier Paolo Pasolini : Desdemone
- 1970 : Une hache pour la lune de miel (Il rosso segno della follia) de Mario Bava : Mildred Harrington
- 1970 : Un homme nommé Sledge (Sledge) de Vic Morrow : La sœur
- 1970 : Fermate il mondo... voglio scendere! de Giancarlo Cobelli
- 1971 : La Baie sanglante (Reazione a catena) de Mario Bava : Anna Fossati
- 1972 : Les Contes de Canterbury (I racconti di Canterbury) de Pier Paolo Pasolini : L'épouse de Bath
- 1972 : Viol en première page (Sbatti il mostro in prima pagina) de Marco Bellocchio : Rita Zigai
- 1972 : Au nom du père (Nel nome del padre) de Marco Bellocchio : La mère de Franco
- 1972 : Far West Story (La banda J. & S. - Cronaca criminale del Far West) de Sergio Corbucci : Betty
- 1973 : Allonsanfàn des Frères Taviani : Esther
- 1973 : La Tour du désespoir (Sepolta viva) d'Aldo Lado : Jeanne la folle
- 1974 : La Femme aux bottes rouges de Juan Luis Buñuel : Léonore
- 1974 : La Grande Bourgeoise (Fatti di gente perbene) de Mauro Bolognini : Tisa Borghi
- 1974 : La Cousine (La cugina) d'Aldo Lado : Rosalia Scuderi
- 1975 : Paulina s'en va d'André Téchiné : Hortense
- 1975 : Le Dernier Jour d'école avant les vacances de Noël (L'ultimo giorno di scuola prima delle vacanze di Natale) de Gian Vittorio Baldi : Une passagère du car
- 1976 : 1900 (Novecento) de Bernardo Bertolucci : Regina
- 1976 : Le Gang de Jacques Deray : Félicia
- 1976 : Vices privés, vertus publiques (Vizi privati, pubbliche virtù) de Miklós Jancsó : Thérèse
- 1977 : La nuit, tous les chats sont gris de Gérard Zingg : Jacqueline
- 1978 : Un papillon sur l'épaule de Jacques Deray : Mme Carrabo
- 1979 : La luna de Bernardo Bertolucci : Ludovica
- 1979 : Voyage avec Anita (Viaggio con Anita) de Mario Monicelli : Sandra
- 1981 : La Chartreuse de Parme (La Certosa di Parma), téléfilm de Mauro Bolognini : la vivandière
- 1982 : La Nuit de Varennes (Il mondo nuovo) d'Ettore Scola : Virginia Capacelli
- 1982 : Loin de Manhattan de Jean-Claude Biette : Mme Hanska
- 1983 : Retenez-moi... ou je fais un malheur ! de Michel Gérard : Carlotta
- 1983 : Strada Pia de Georg Brintrup : Une vedette de cinéma
- 1983 : L'Art d'aimer (Ars amandi) de Walerian Borowczyk : Clio
- 1984 : Amerika, rapports de classe (Klassenverhältnisse) de Jean-Marie Straub et Danièle Huillet : Brunelda
- 1985 : Tutta colpa del paradiso de Francesco Nuti : La directrice
- 1985 : La Chambre d'ami de Caroline Huppert
- 1985 : Mamma Ebe de Carlo Lizzani : Lidia Corradi
- 1986 : Corps et biens de Benoît Jacquot : Laurie
- 1987 : Noyade interdite de Pierre Granier-Deferre : Keli
- 1987 : Jenatsch de Daniel Schmid : Mademoiselle von Planta
- 1987 : Jane B. par Agnès V. d'Agnès Varda : Lardy
- 1988 : I cammelli de Giuseppe Bertolucci : La mère d'Anna
- 1989 : Le rose blu d'Anna Gasco, Tiziana Pellerano et Emanuela Piovano : La femme à la rose bleue
- 1989 : Le Champignon des Carpathes de Jean-Claude Biette : Olympia
- 1990 : Heidi, le Sentier du courage (en) (Courage Mountain) de Christopher Leitch : Signora Bonelli
- 1990 : Les Enfants d'abord de Caroline Huppert
- 1990 : Dames galantes de Jean-Charles Tacchella : Catherine de Médicis
- 1991 : Signe de feu (it) (Segno di fuoco) de Nino Bizzarri : L'astrologue
- 1991 : Caldo soffocante de Giovanna Gagliardo : Laura
- 1993 : La ribelle d'Aurelio Grimaldi
- 1993 : La Grande Citrouille (Il grande cocomero) de Francesca Archibugi : Une infirmière en psychiatrie
- 1993 : Mario, Maria et Mario (Mario, Maria e Mario) d'Ettore Scola
- 1994 : Les Yeux fermés (Con gli occhi chiusi) de Francesca Archibugi
- 1995 : Un héros ordinaire de Michele Placido
- 1995 : La Vie silencieuse de Marianna Ucria (Marianna Ucrìa) de Roberto Faenza : Giuseppa
- 1996 : Un air si pur... d'Yves Angelo : Mme Ruben
- 1996 : I magi randagi de Sergio Citti
- 1998 : La vie ne me fait pas peur de Noémie Lvovsky
- 1999 : The Protagonists de Luca Guadagnino
- 2000 : À ma sœur ! de Catherine Breillat : la mère de Fernando
- 2002 : Il diario di Matilde Manzoni de Lino Capolicchio
- 2002 : Gli astronomi de Diego Ronsisvalle : la Pavoncella
- 2003 : La Felicita, le bonheur ne coûte rien (La felicità non costa niente) de Mimmo Calopresti : 'Suora
- 2003 : Il quaderno della spesa de Tonino Cervi : Comtesse Celi Sanguineti
- 2004 : Fratella e sorello (it) de Sergio Citti : La présidente du tribunal
- 2005 : Raul - Diritto di uccidere (it) d'Andrea Bolognini : Usuraia

### Réalisatrice
- 1976 : Il silenzio è complicità (it) (documentaire)
- 2002 : Pier Paolo Pasolini et la Raison d'un rêve (Pier Paolo Pasolini e la ragione di un sogno), coréalisé avec Paolo Costella (documentaire)